# Bhuj
Bhuj es una ciudad de la India con 98.528 habitantes, capital del distrito de Kach, en el estado federado de Guyarat. Si contamos la población de su periferia, llega a 136.429 habitantes, y esto otorga a la ciudad la categoría I (a partir de 100.000 personas).
En enero de 2001 la ciudad fue devastada por un fuerte terremoto de magnitud 7,7 en la escala de Richter.

## Geografía física
La ciudad está situada a 23° 16′ N, 69° 40′ E y una altitud de 109 m s.n.m..

## Demografía
En el censo de 2001 la población de Bhuj tenía 98.528 personas, de los cuales 51.768 varones y 46.760 mujeres, mientras que el área metropolitana llegaba a las 136.429 personas de las cuales 71.056 varones y 65.373 mujeres. El área metropolitana está formada además de la ciudad de Bhuj, por tres pueblos (suburbios) llamados Bhuj (homónimos del municipio), Mirjhapar (pero solo en parte) y Madhapar. El pueblo de Bhuj, en 2001, tenía 4109 habitantes (2086 hombres y 2023 mujeres); Mirjhapar 5354 habitantes (2787 hombres y 2567 mujeres) y Madhapar 28.438 habitantes (14.415 hombres y 14.023 mujeres).

## Transporte
Bhuj está conectada con Ahmedabad, Bombay, Delhi y otras grandes ciudades de la India por tren. Tiene un aeropuerto nacional, desde donde operan vuelos diarios a Bombay con las compañías Kingfisher Airlines y Jet Airways.

## Educación
La Universidad Krantiguru Shyamji Krishna Verma Kachchh se encuentra en Bhuj. Esta universidad cuenta con 22 facultades y colegios afiliados, siete de los cuales están en Bhuj. Ofrece grados en Artes, Ciencia, Comercio, Derecho, Educación, Gestión, Farmacia, Bienestar Social e Ingeniería.

## Cultura

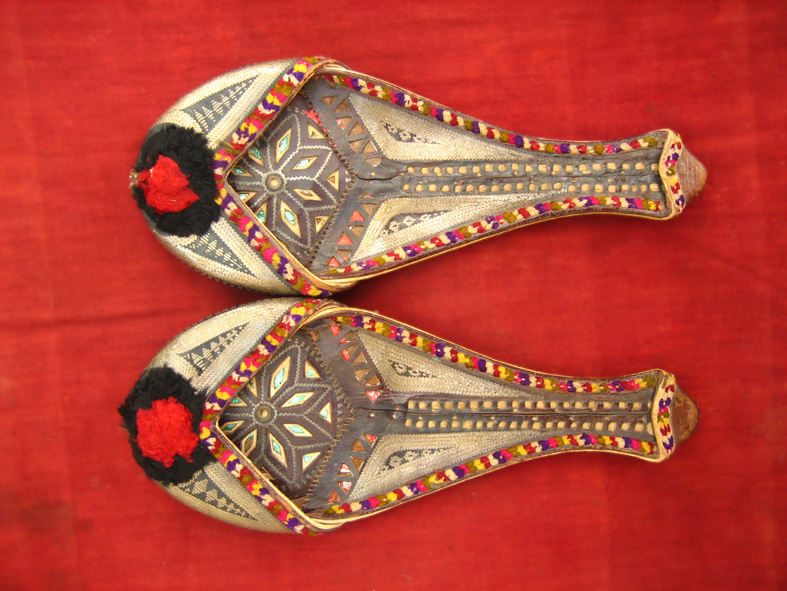
Un par de zapatos.

Bhuj es un destino famoso para ir de compras de trabajos de artesanía. Artesanos de los pueblos cercanos llevan su trabajo de artesanía para la venta en Bhuj. Algunos puntos de referencia importantes para las personas que deseen estudiar y saber más acerca del bordado son Kutchi Shrujan, Kutch Mahila Vikas Sangathan (KMVS), Kalaraksha y Marketing Artisans Women Agency (WAMA, Bandhini).

## Religión
Las religiones dominantes en Kutch son el visnuismo (una forma de hinduismo), el yainismo y el islam. En Kachchh (en Lakhpat) se encuentra un gurdwara sij.
En esta región, la religión Suami Naraian tienen una enorme cantidad de seguidores. Su templo principal en este distrito es Shri Swaminarayan Mandir, en Bhuj. La ciudad de Anjar es muy famosa también por Swaminarayan Mandir.

## La comarca de Bhuj
Los siguientes pueblos pertenecen a esta comarca (taluka): Meghpur, Madhapar, Kukma, Sukhpar, Mirjapur, Mankuva, Baladia y Khavda.

## Santuarios de Vida Silvestre y Reservas de Kutch
Desde la ciudad de Bhuj se pueden visitar diversas áreas ricas por su ecología y la conservación de la vida salvaje, tales como la Reserva del asno salvaje indio, la reserva de Vida Silvestre del Desierto de Kutch, Reserva de Narayan Sarovar, Reserva de la avutarda de Kutch, los pastizales de Banni y Reserva para Conservación de los Humedales de Chari-Dhand.

## Principales rodajes de películas de Bollywood
La película de Bollywood Refugiados de J. P. Dutta fue filmada en el Gran Rann de Kutch y otros lugares del distrito de Kutch. Esta película se ha inspirado en la famosa historia de N. Keki Daruwalla en torno al Gran Rann de Kutch, titulada "Amor a través de la sal del desierto"
Otra película de Bollywood también rodada en la región es "Lagaan".